# Geno Petriasjvili
Geno Petriasjvili (georgiska: გენო პეტრიაშვილი), född den 1 april 1994 i Gori, Georgien, är en georgisk brottare.
Han tog OS-brons i 125 kg-klassen i samband med de olympiska tävlingarna i brottning 2016 i Rio de Janeiro.
Petriashvili har även tagit tre VM-guld (2017, 2018 och 2019), samt ett brons i Europeiska spelen 2015.